# Choró
Choró är en kommun i Brasilien.   Den ligger i delstaten Ceará, i den östra delen av landet, 1 600 km nordost om huvudstaden Brasília. Antalet invånare är 12 853.
Omgivningarna runt Choró är huvudsakligen savann. Runt Choró är det ganska glesbefolkat, med 26 invånare per kvadratkilometer.